# Skály (Jirásek)
Skály (cz. Skały) – powieść czeskiego pisarza Aloisa Jiráska, opublikowana w 1886. Opowiada o czasach po bitwie pod Białą Górą. Porusza problematykę represji, które dotknęły czeskich ewangelików po zwycięstwie Austriaków. Powieść jest uważana za najbardziej mroczny i przygnębiający obraz okresu czeskiej klęski narodowej.
Zobacz też: Mroki (Jirásek)